# スイス インターナショナル エアラインズ

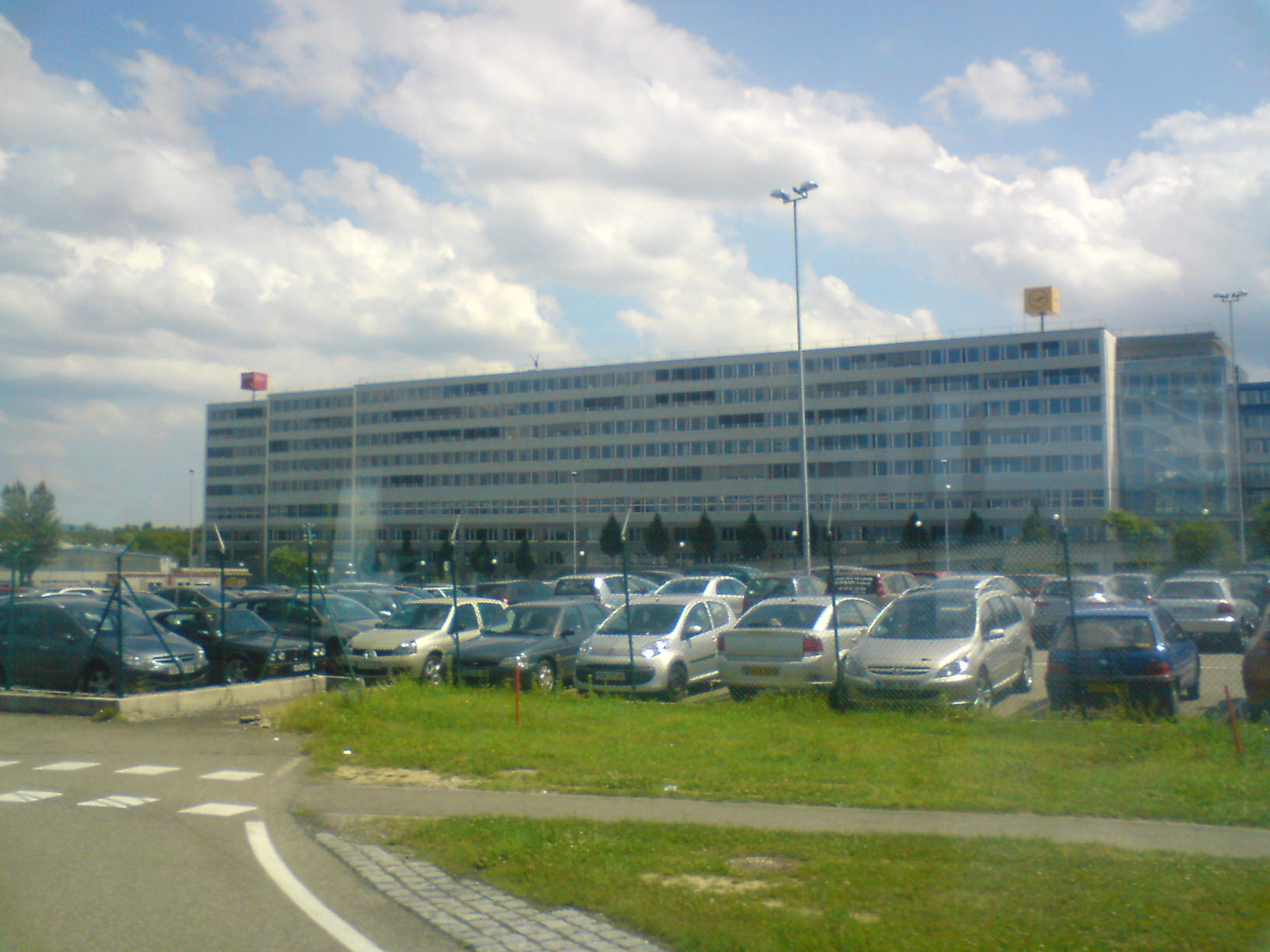
スイス インターナショナル エアラインズの本部

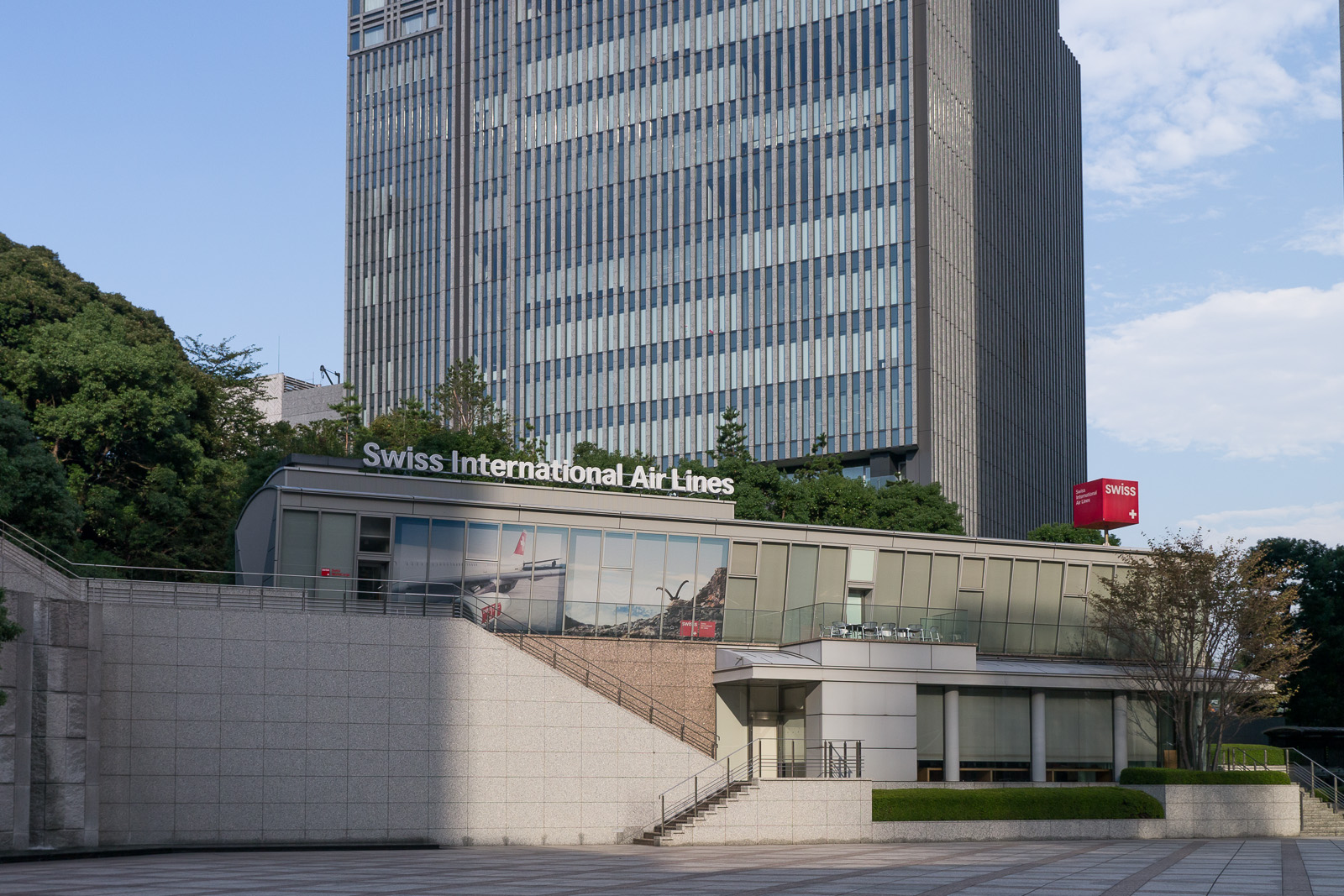
東京事務所（山王パークタワーアネックス）

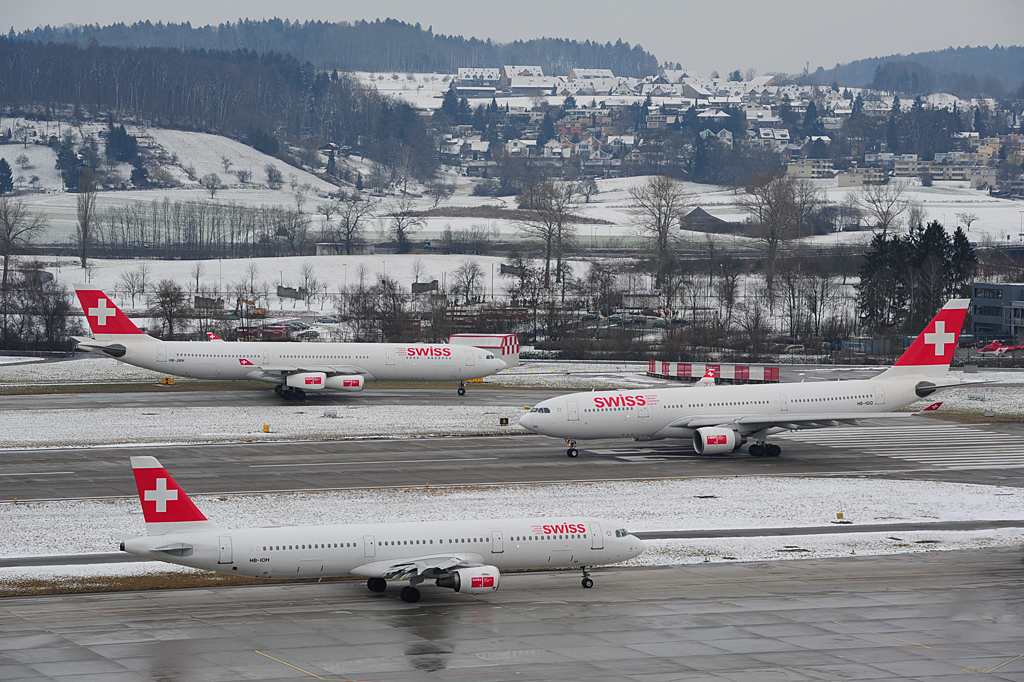
冬のチューリッヒ空港に集まるスイスインターナショナルエアラインズ

スイス インターナショナル エアラインズ（ドイツ語: Swiss International Air Lines AG、日本語では「スイス」「スイス国際航空」とも）は、スイスの航空会社。通称「SWISS」。
スイス航空 (Swissair)及びその関連会社を傘下に収めていた持株会社「SAirグループ」の傘下で近距離の欧州域内路線を主に運航していたクロスエア (Crossair) が、2001年のスイス航空及びSAirグループの経営破綻後、スイス航空の路線網と機材を継承し発足した航空会社で、現在はルフトハンザドイツ航空の子会社である。スイスのチューリッヒ空港をベースにし、ヨーロッパ各国をはじめ世界各国に路線網を持つ。IATA航空会社コードは旧クロスエアのコードのLX、ICAO航空会社コードは旧スイスエアのSWRを引き継いでいる。スターアライアンスに加盟している。日本における事業所は東京都千代田区の山王パークタワーアネックスにある。

## 概要

旧ロゴ

2002年3月31日にクロスエアが名称を変更して運航を開始。当初は巨額の赤字を計上する苦しい出発だったが、経営の合理化を図り年々赤字額を縮小、2006年には初の営業利益を計上するまでに回復した。
当初から他の大手航空会社との提携の可能性を探り、イギリスのブリティッシュ・エアウェイズと提携しワンワールドへ加盟準備をしていたが交渉が決裂、2004年6月3日にはマイレージサービスの統合に同意できないとして提携を行わないことを発表した。その後ドイツのルフトハンザドイツ航空と提携、2005年3月22日にはルフトハンザが同社を買収する意向を発表し、2007年7月1日に完全にルフトハンザの子会社となった。この間、2006年4月にスターアライアンスに加盟した。
マイレージプログラムは旧スイス航空時代の「クオリフライヤー（Qualiflyer）」から、経営がクロスエアに移行すると「スイストラベルクラブ（Swiss Travel Club）」と名称変更し、ルフトハンザドイツ航空による買収に伴うスターアライアンス加盟を機にルフトハンザのプログラムである「Miles & More」（読み：マイルズアンドモア）に統合された。
2008年2月8日にはスイスの旅行会社Kuoni Travelよりエーデルワイス航空の営業権の譲渡を受けて、同社を子会社とした。
2015年3月12日に、B777-300ERを3機、追加購入する意向を表明した。これらの機材更新により一層のブランドイメージ向上を目指すとしている。

## 保有機材

### 運航機材
| 機材                | 保有数 | 発注数 | 座席数 | 座席数 | 座席数 | 座席数 | 座席数 | 備考                                 |
| 機材                | 保有数 | 発注数 | F      | C      | W      | Y      | 計     | 備考                                 |
| ------------------- | ------ | ------ | ------ | ------ | ------ | ------ | ------ | ------------------------------------ |
| エアバスA220-100    | 9      | -      | -      | 20     | -      | 105    | 125    | ローンチカスタマー                   |
| エアバスA220-300    | 21     | -      | -      | 30     | -      | 115    | 145    | ローンチカスタマー                   |
| エアバスA320-200    | 11     | -      | -      | 30     | -      | 150    | 180    |                                      |
| エアバスA320neo     | 9      | 8      | -      | 30     | -      | 150    | 180    |                                      |
| エアバスA321-100    | 3      | -      | -      | 54     | -      | 165    | 219    |                                      |
| エアバスA321-200    | 3      | -      | -      | 54     | -      | 165    | 219    |                                      |
| エアバスA321neo     | 4      | 5      | -      | 48     | -      | 167    | 215    |                                      |
| エアバスA330-300    | 14     | -      | 8      | 45     | -      | 183    | 236    | 2025年より4クラス225席仕様に改装予定 |
| エアバスA330-300    | -      | -      | 3      | 43     | 28     | 151    | 225    | 2025年より4クラス225席仕様に改装予定 |
| エアバスA340-300    | 4      | -      | 8      | 42     | 21     | 144    | 215    | 2025年より退役予定                   |
| エアバスA350-900    | -      | 10     | 3      | 45     | 38     | 156    | 242    | 2025年から導入予定                   |
| ボーイング777-300ER | 12     | -      | 8      | 62     | 24     | 226    | 320    |                                      |
| 総計                | 90     | 22     |        |        |        |        |        |                                      |

2016年にボーイング777-300ER（初号機:HB-JNA）を受領した際、旧スイス航空のボーイング社顧客番記号（カスタマーコード）57でなく、新たにDEが代わりに割り振られ777-3DEERという型式になった。1982年の旧スイス航空の747-357以来のスイス向けボーイング製旅客機となり、その間アメリカ製の旅客機はマクドネル・ダグラス製のMD-11のみであった。機種によって、子会社のエーデルワイス航空とお互いの機材でやり繰りすることがある。

### 退役済機材
- エアバスA319-100
- エアバスA330-200
- アブロ RJ85
- エンブラエル ERJ 145
- エンブラエル 175
- マクドネル・ダグラス MD-11
- マクドネル・ダグラス MD-82/MD-83
- サーブ 340B
- サーブ 2000

### ギャラリー

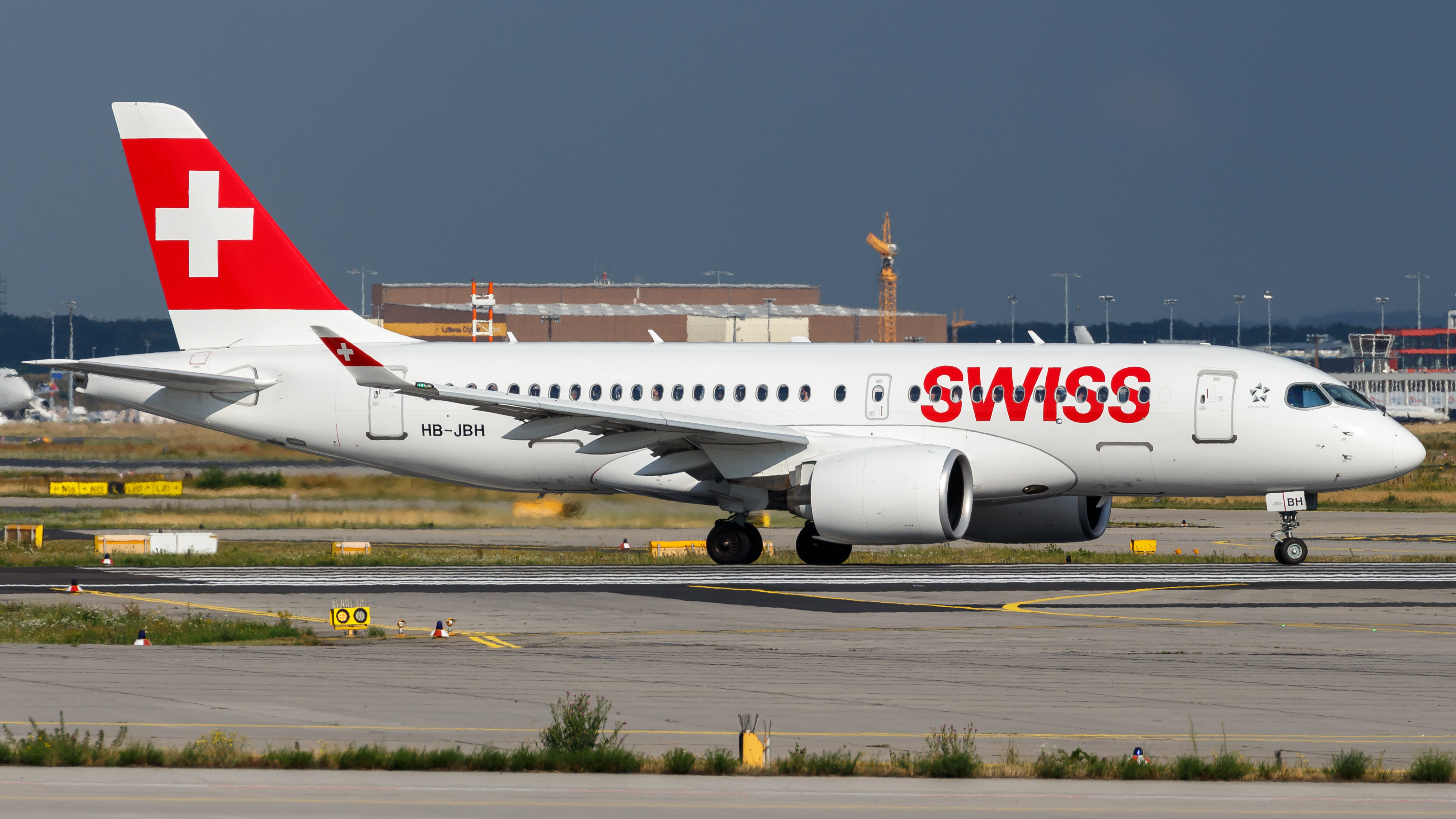
エアバスA220-100
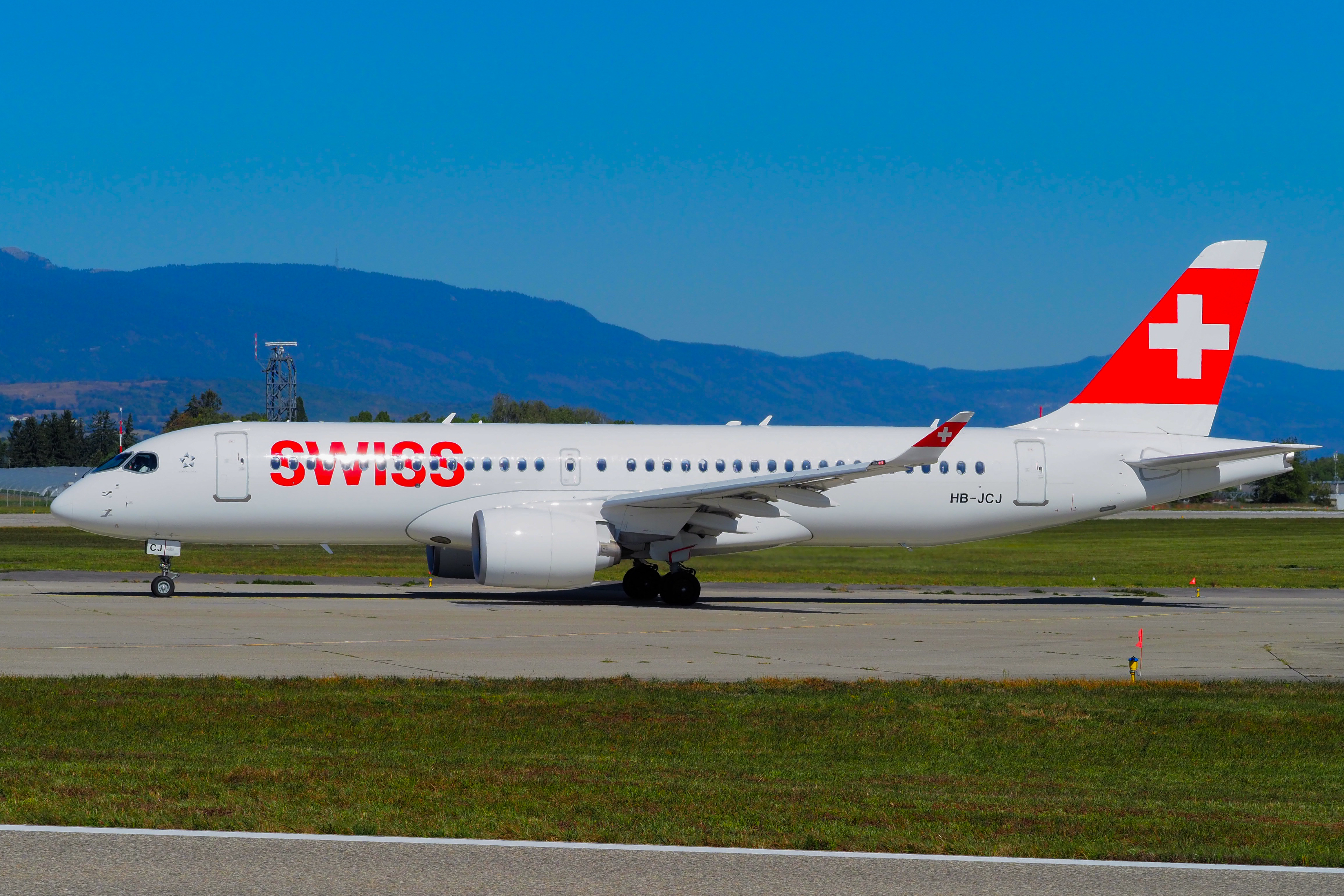
エアバスA220-300
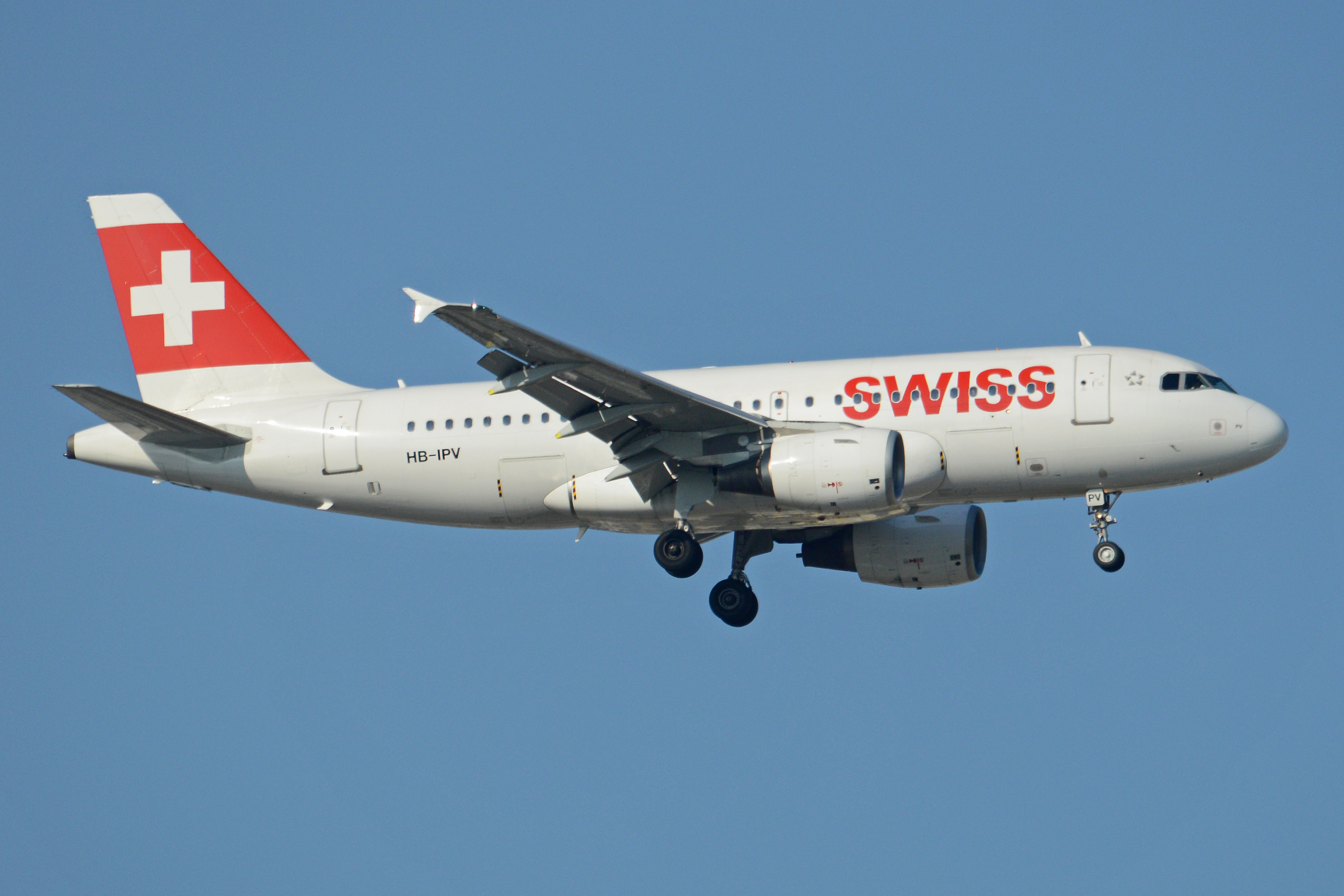
エアバスA319-100
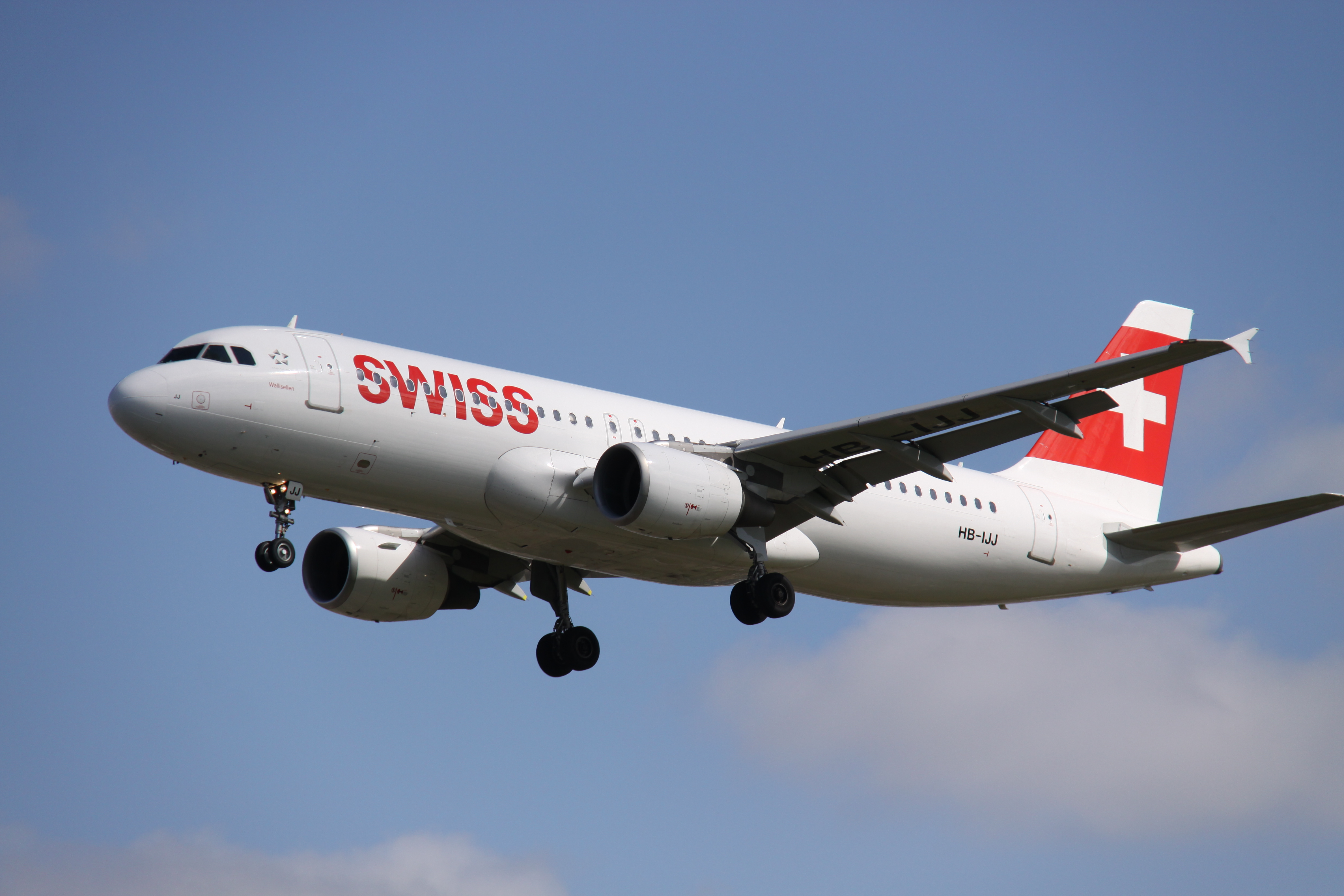
エアバスA320-200
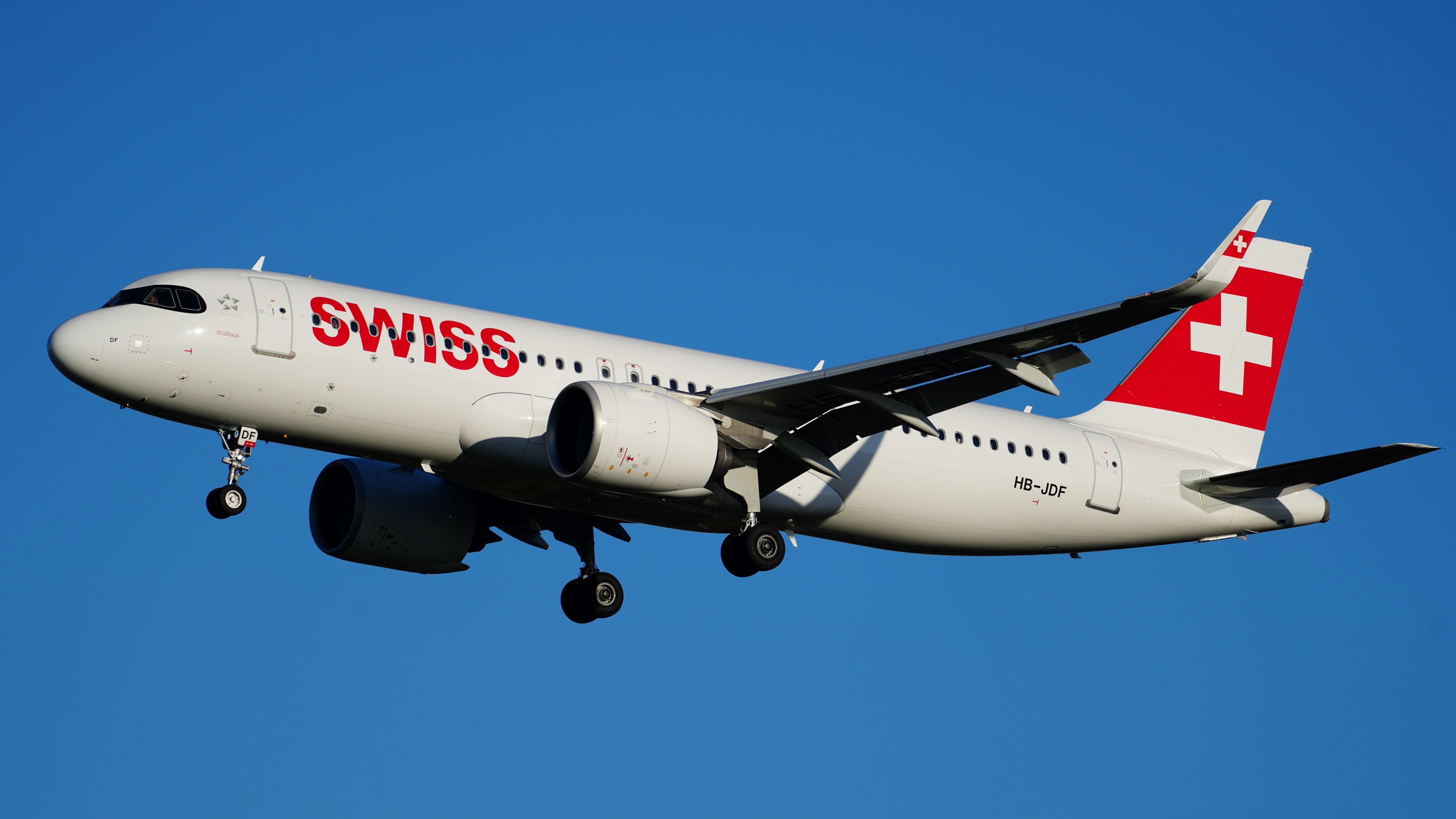
エアバスA320neo
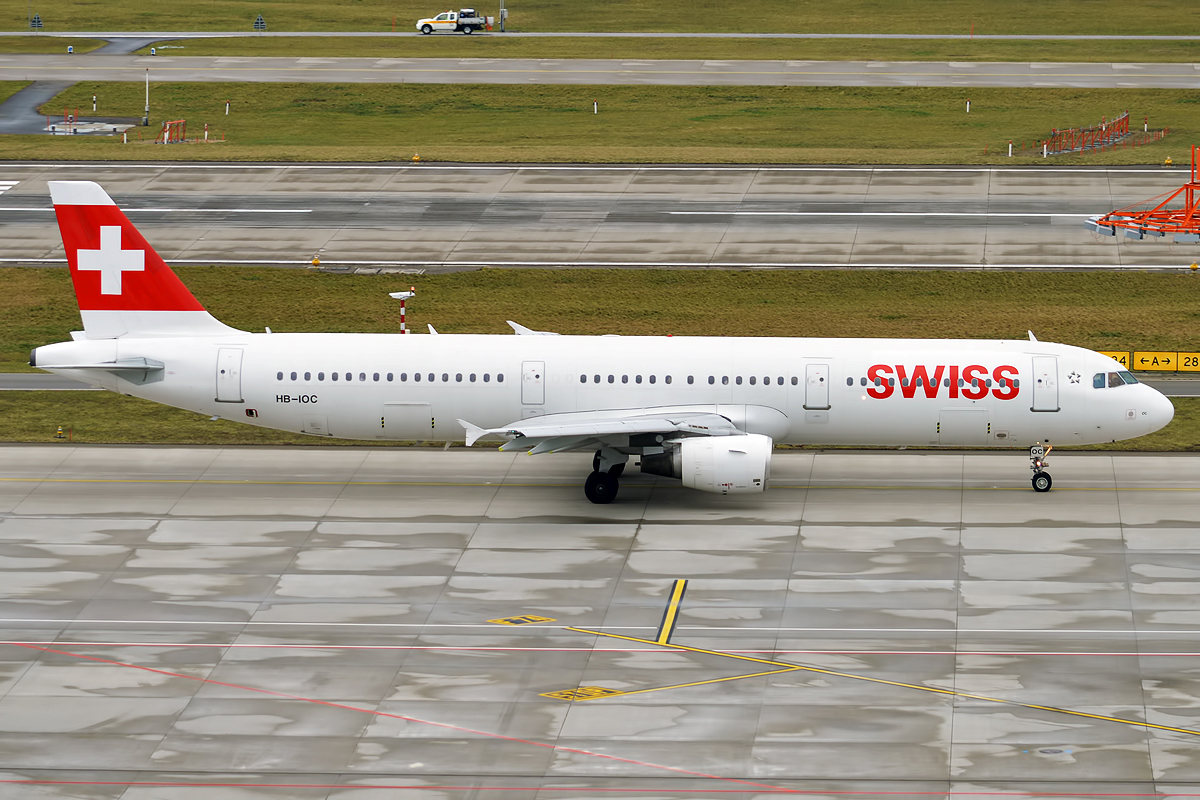
エアバスA321-100
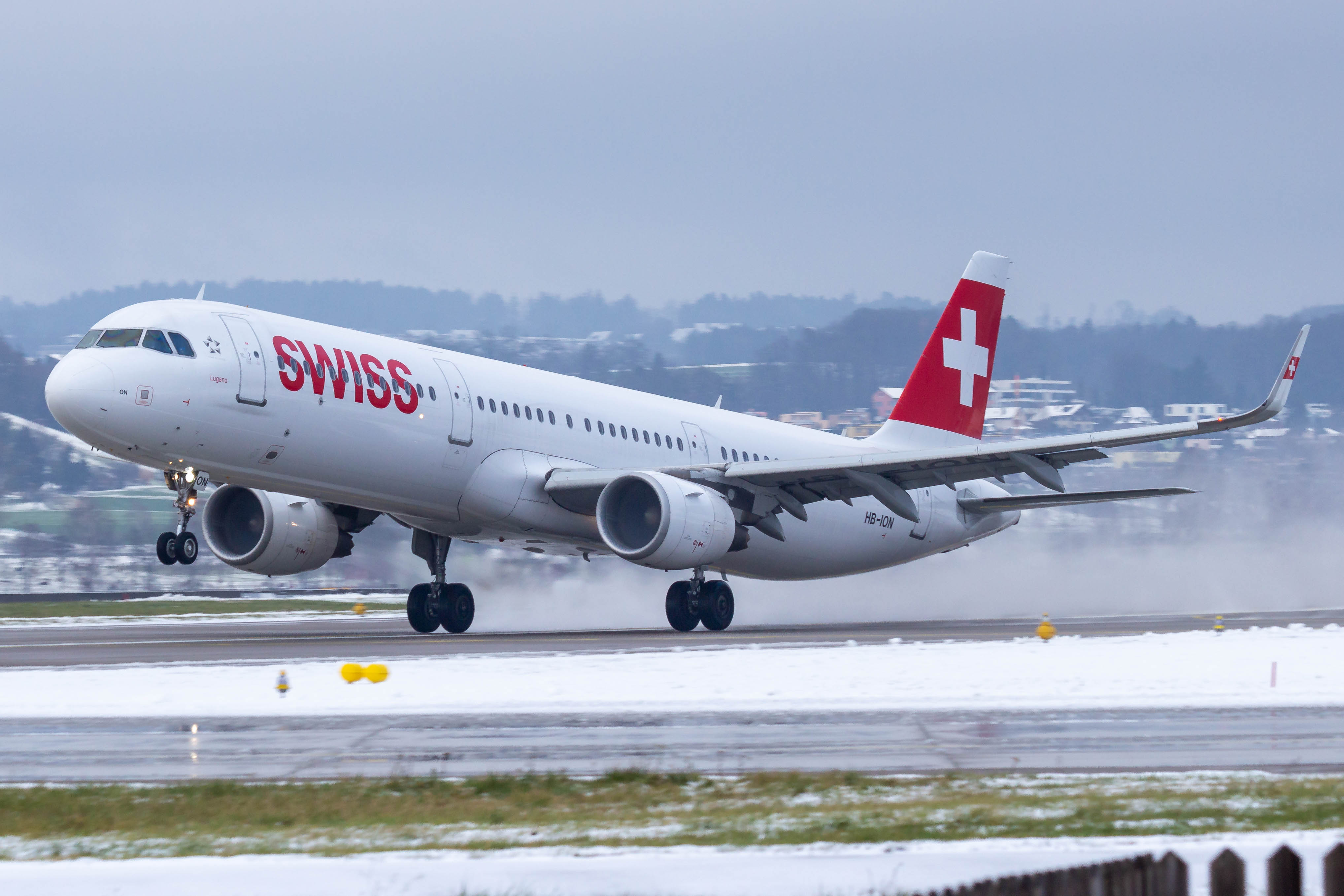
エアバスA321-200
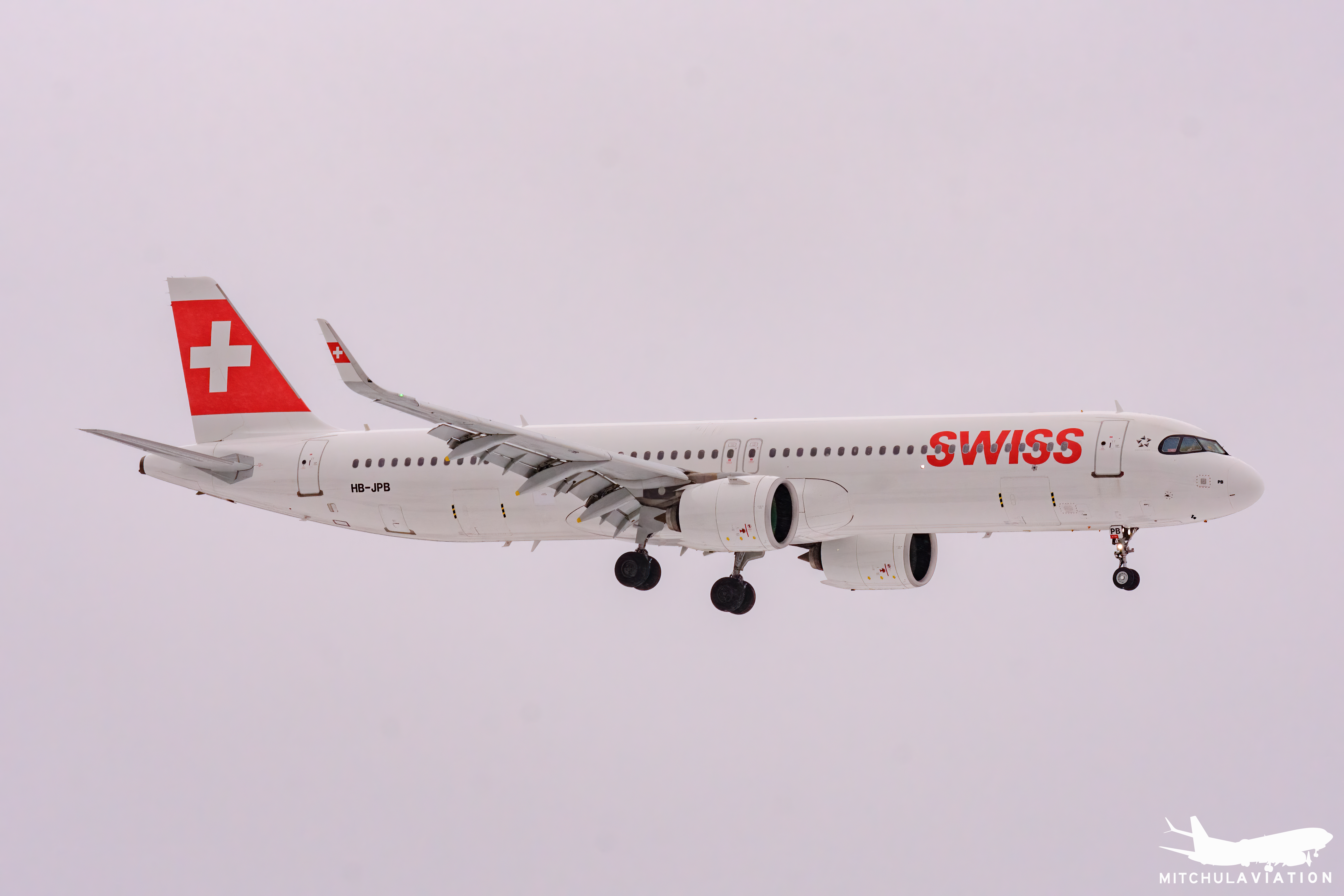
エアバスA321neo
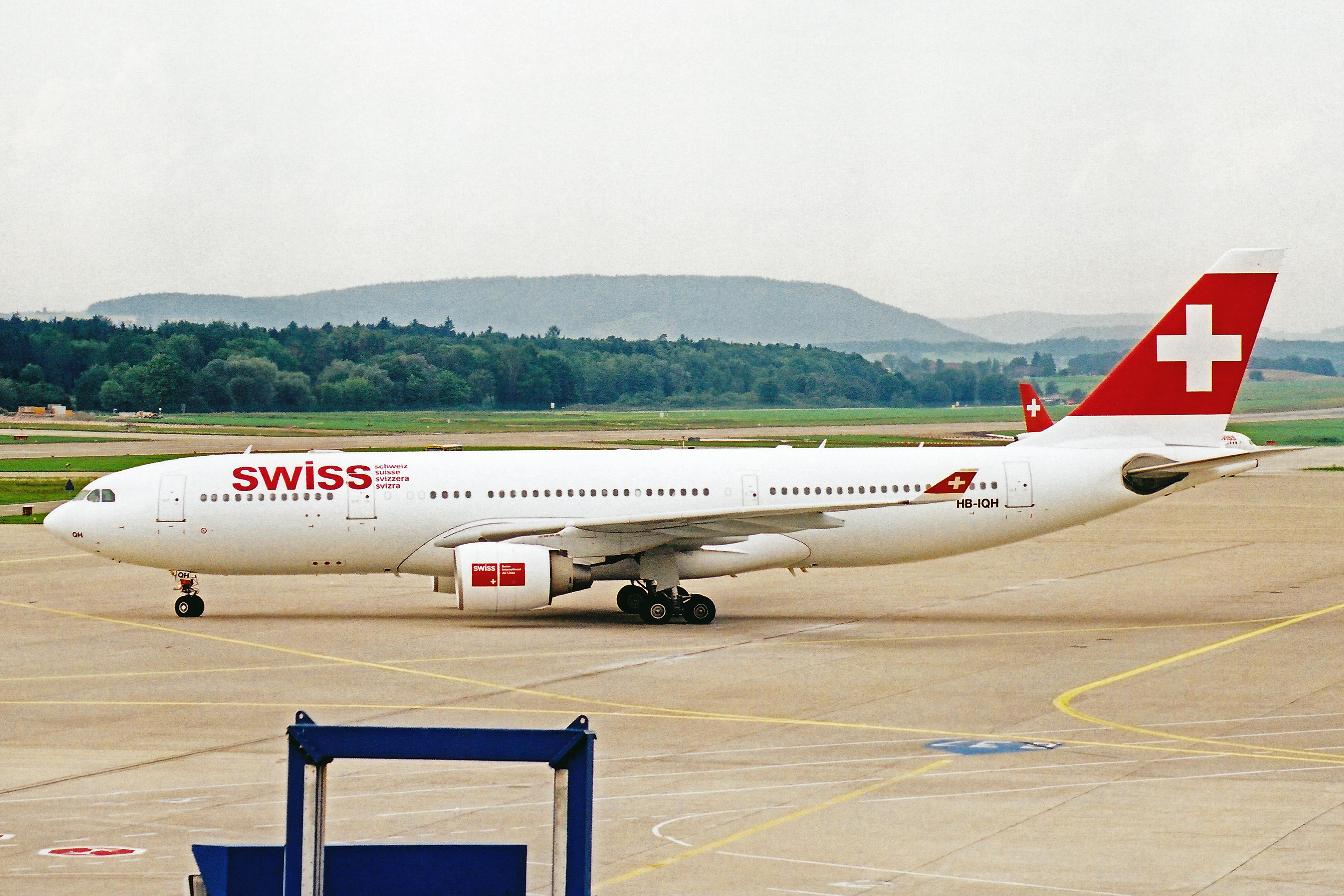
エアバスA330-200
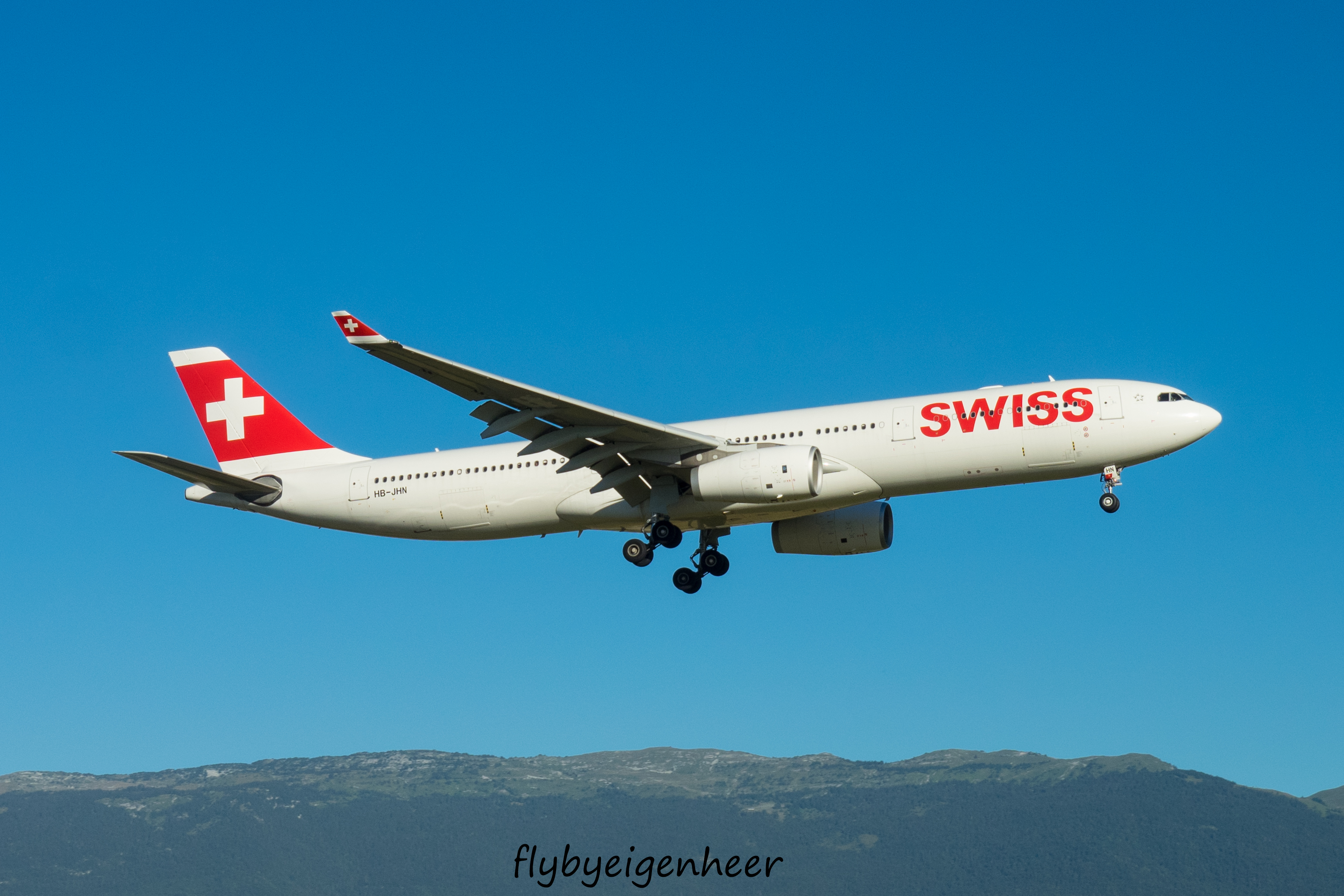
エアバスA330-300
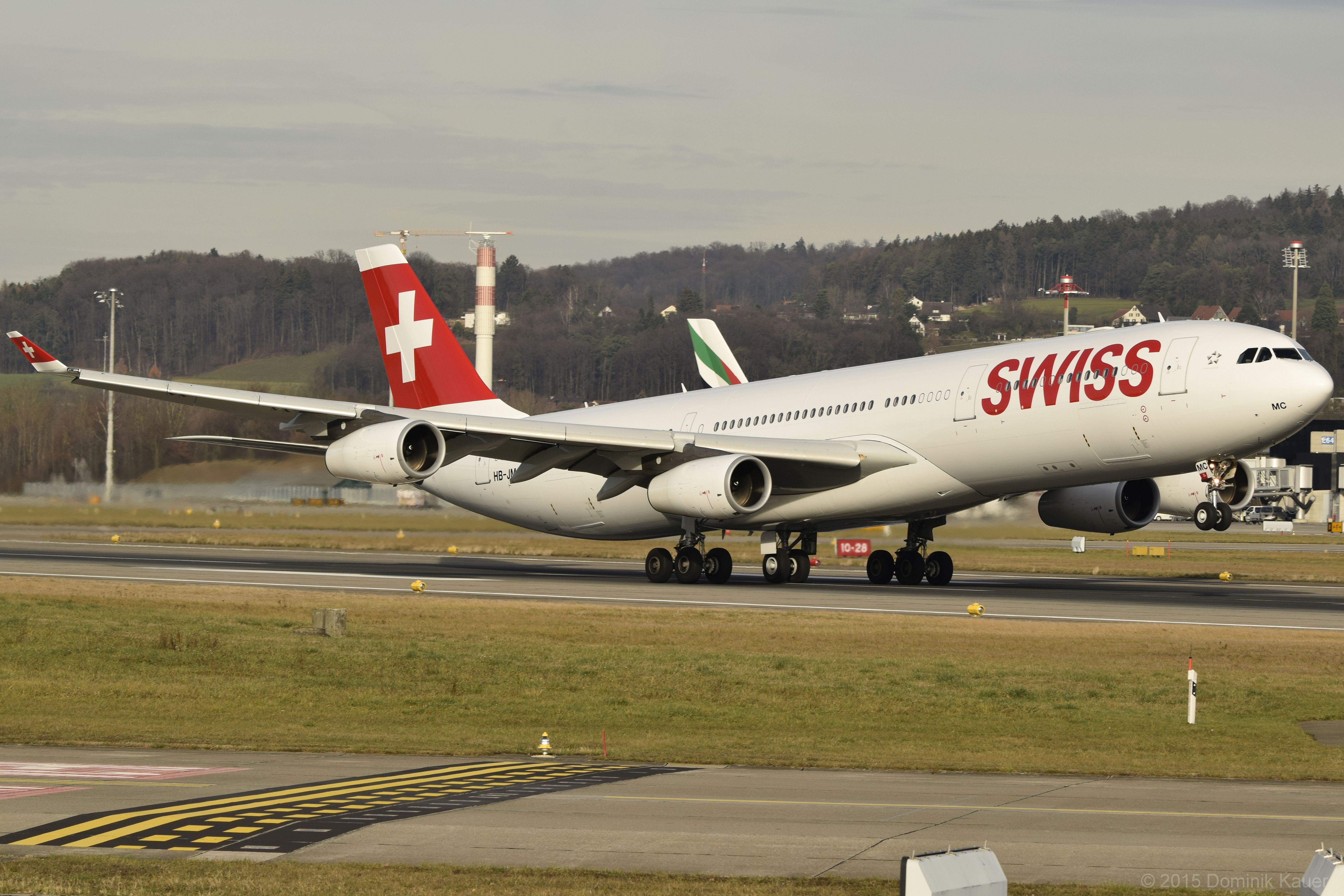
エアバスA340-300
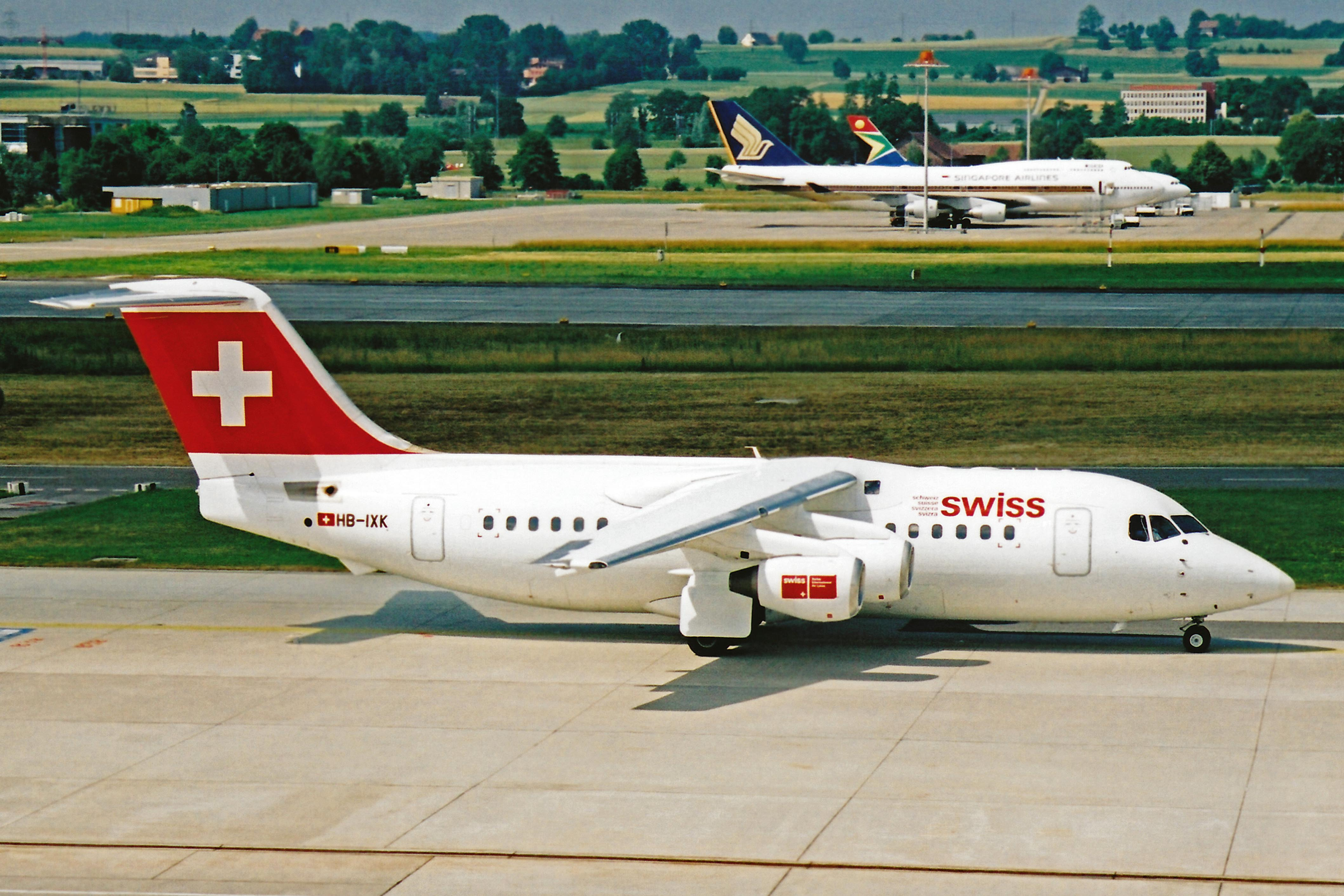
アブロ RJ85
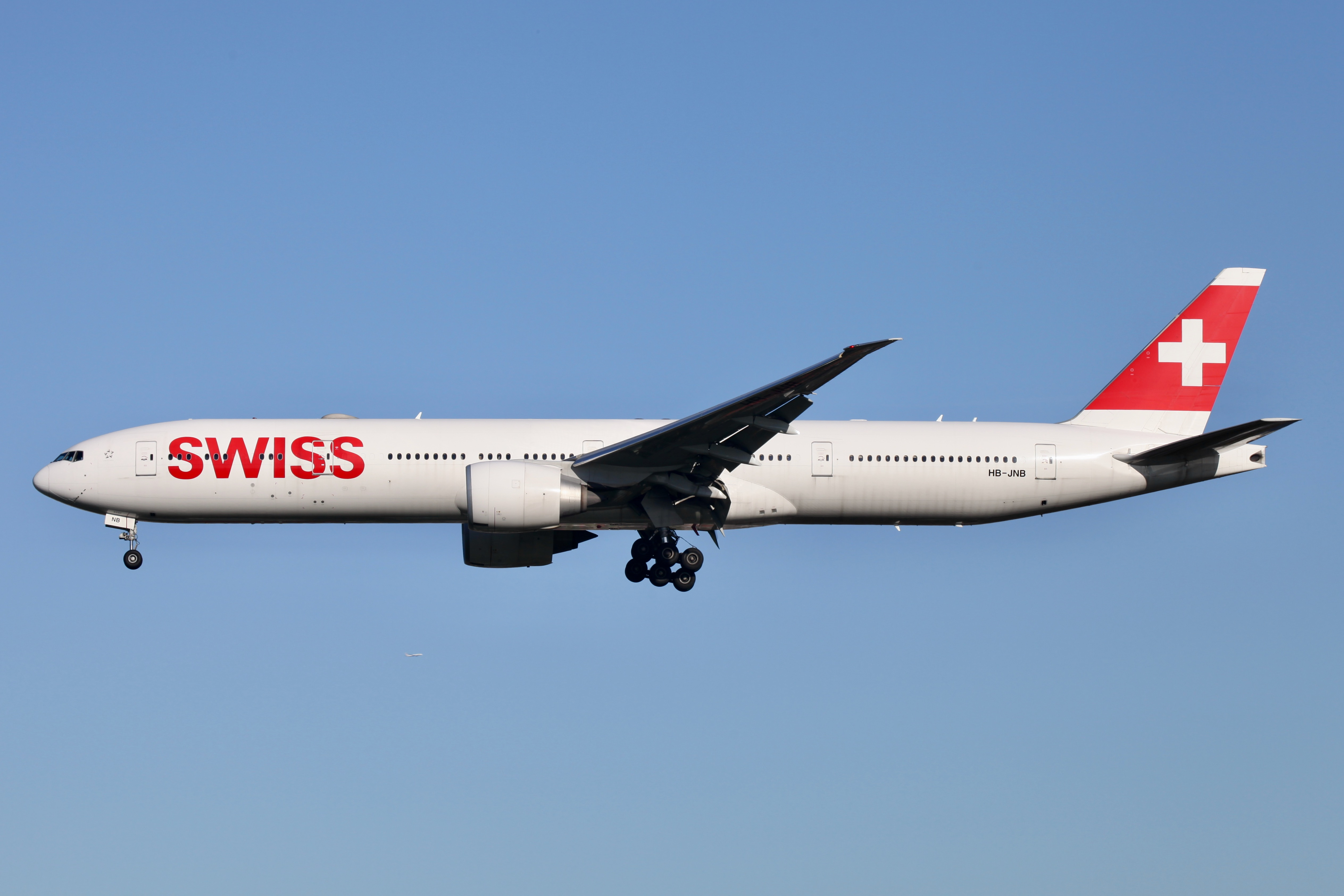
ボーイング777-300ER
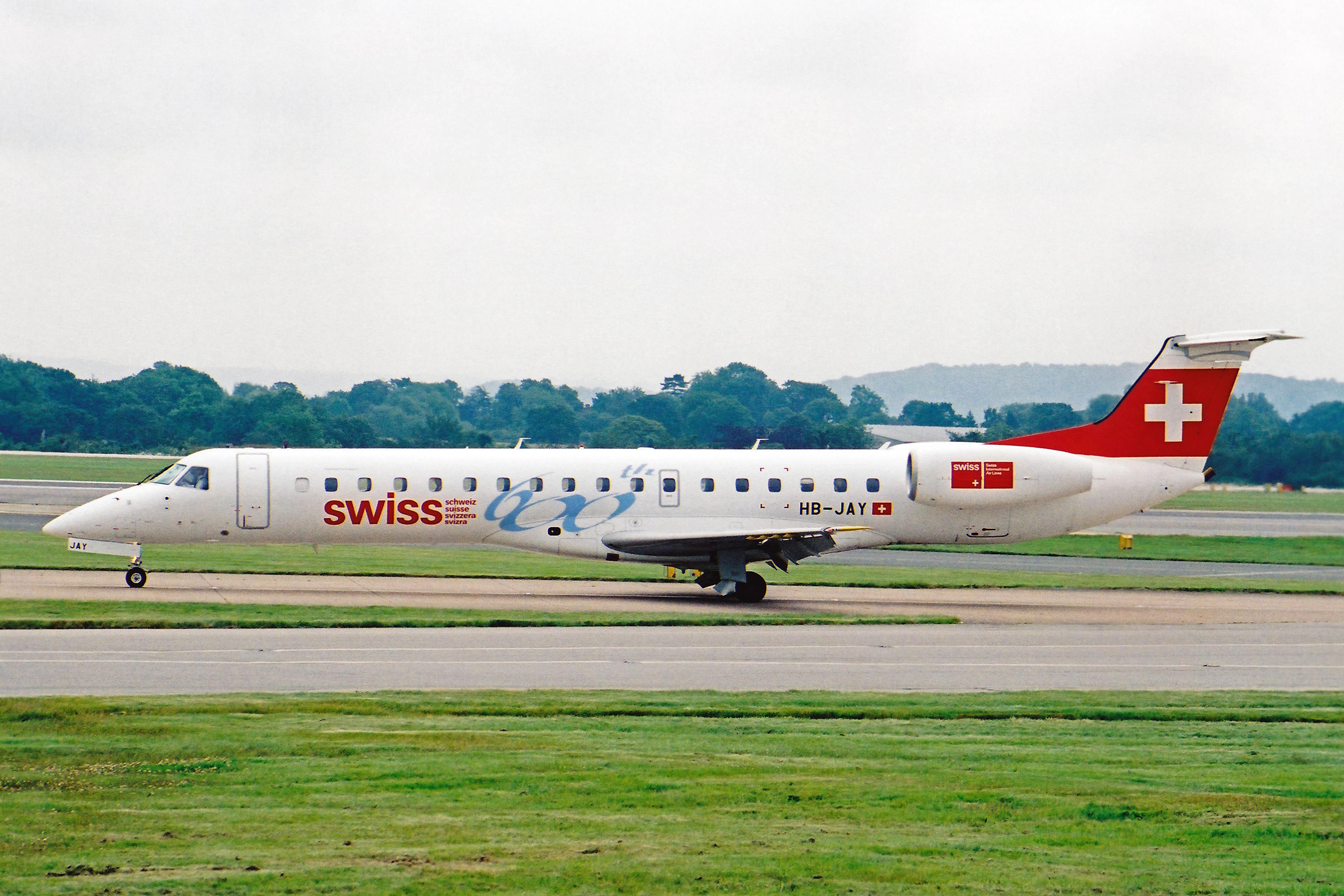
エンブラエル ERJ 145
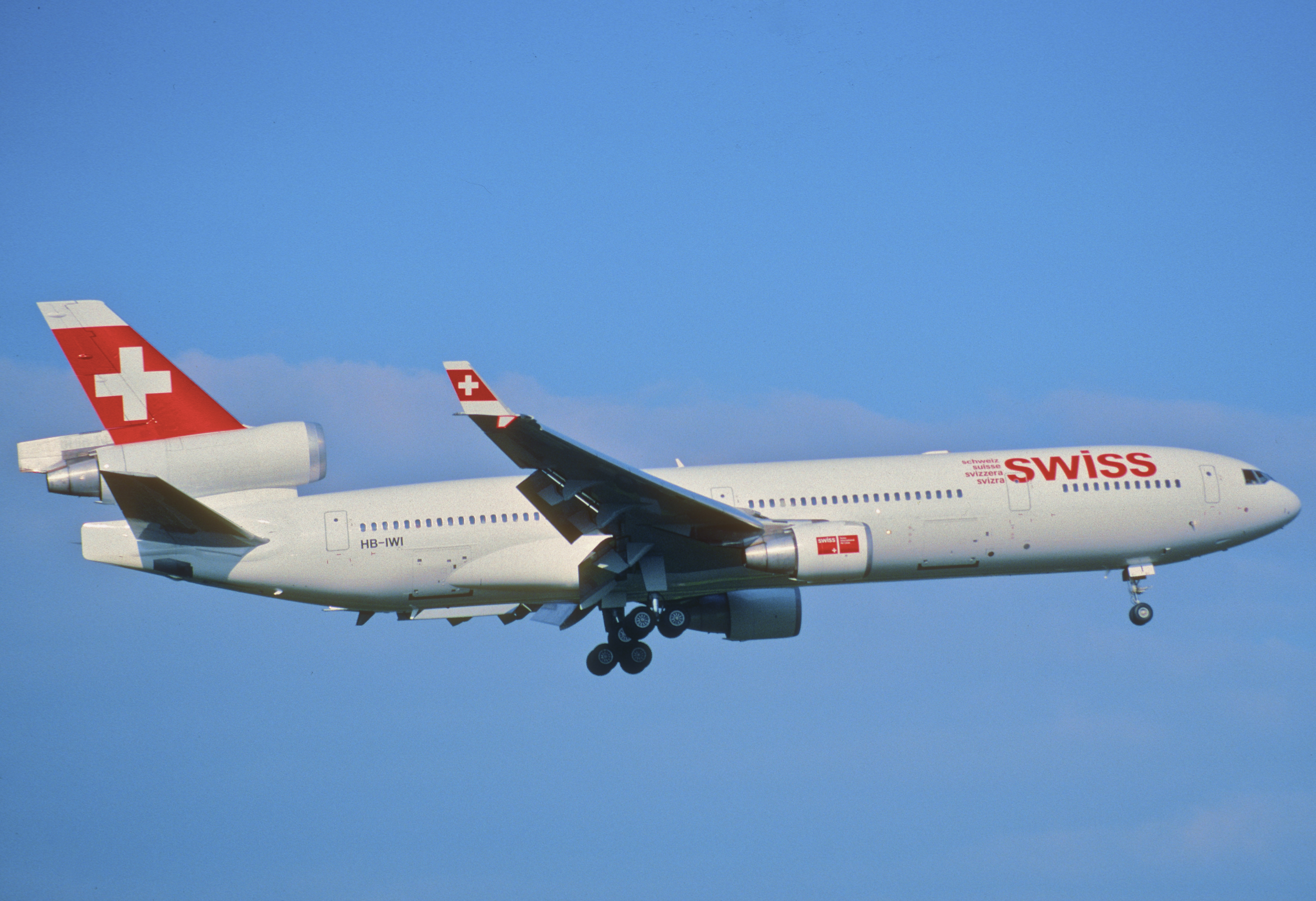
マクドネル・ダグラス MD-11
マクドネル・ダグラス MD-83
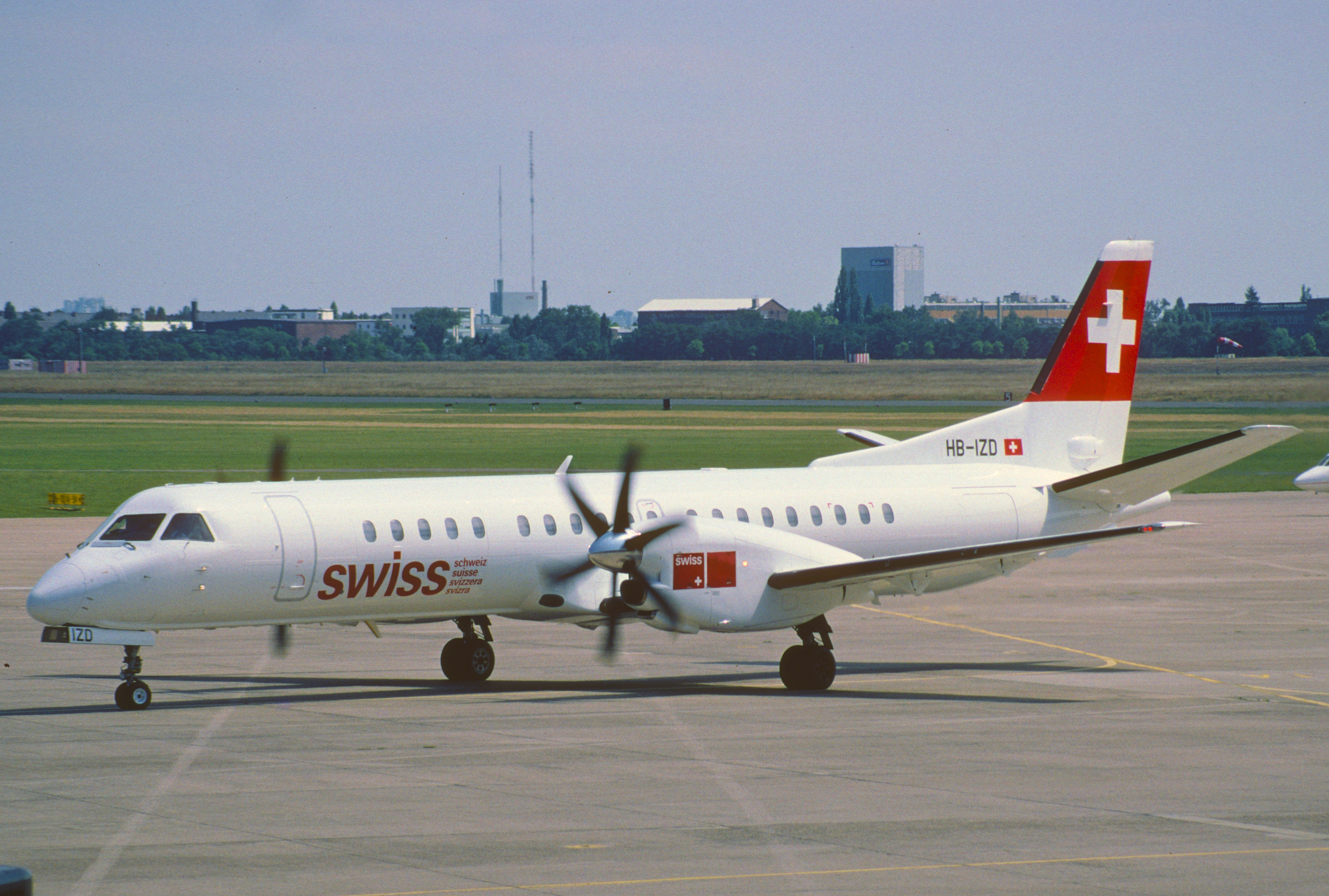
サーブ 2000

## 塗装の変化
スイス インターナショナル エアラインズは、過去に3回塗装が変化しており、初代塗装ではエンジンにもロゴが書かれていたが、2代目以降はこれが省略され、さらに3代目塗装では、「SWISS」の文字が明らかに大きくなり、その横に書かれていた小さい文字もなくなった。
- 初代塗装
- 2代目塗装
- 3代目塗装

## 就航都市
一覧を以下に示す。
| スイス国内                         | スイス国内 |
| ---------------------------------- | --- |
| チューリッヒ、ジュネーブ、バーゼル | |
| 国際線                             | |
| アフリカ                           | |
| モロッコ                           | マラケシュ、アガディール |
| タンザニア                         | キリマンジャロ、ザンジバル |
| モーリシャス                       | モーリシャス |
| エジプト                           | カイロ、ルクソール、フルガダ、シャルム・エル・シェイク |
| カーボベルデ                       | サル、プライア、サンビセンテ |
| 南アフリカ共和国                   | ヨハネスブルグ |
| チュニジア                         | ジェルバ |
| アジア                             | |
| 日本                               | 東京/成田 |
| 韓国                               | 仁川 |
| 香港                               | 香港 |
| 中国                               | 上海/浦東 |
| タイ                               | バンコク/スワンナプーム |
| シンガポール                       | シンガポール |
| インド                             | デリー、ムンバイ |
| イスラエル                         | テルアビブ |
| アラブ首長国連邦                   | ドバイ |
| オマーン                           | マスカット、サラーラ |
| レバノン                           | ベイルート |
| ヨーロッパ                         | |
| イギリス                           | ロンドン(ヒースロー、ガトウィック、シティ) |
| イギリス                           | マンチェスター、バーミンガム |
| フランス                           | パリ/CDG、ニース、マルセイユ、ボルドー、モンペリエ、ビアリッツ                                                                                                   |
| イタリア                           | ミラノ、ローマ、ヴェネツィア、ナポリ、ボローニャ、ブリンディジ、パレルモ、フィレンツェ、カターニア、オルビア                                                     |
| スペイン                           | ラ・パルマ、バルセロナ、マドリード、マラガ、パルマ・デ・マヨルカ、バレンシア、ビルバオ、テネリフェ、アリカンテ、フエルテベントゥラ、ランサローテ、イビザ、マオー |
| オーストリア                       | ウィーン、グラーツ |
| アルバニア                         | ティラナ |
| スウェーデン                       | ストックホルム、ヨーテボリ |
| リトアニア                         | ヴィリニュス |
| アイルランド                       | ダブリン |
| アイスランド                       | ケプラヴィーク、アークレイリ |
| ハンガリー                         | ブダペスト |
| クロアチア                         | ザグレブ、ドブロブニク |
| ベルギー                           | ブリュッセル |
| ボスニア・ヘルツェゴビナ           | サラエボ |
| フィンランド                       | イヴァロ、キッティラ、クーサモ、ロヴァニエミ |
| エストニア                         | タリン |
| ブルガリア                         | ソフィア |
| マルタ                             | バレッタ |
| スロバキア                         | コシツェ |
| スロベニア                         | リュブリャーナ |
| セルビア                           | ベオグラード、ニシュ |
| ルーマニア                         | ブカレスト、クルージュ ナポカ |
| ポルトガル                         | リスボン、ポルト、ファロ |
| ポーランド                         | クラクフ、グダニスク、ブロツラフ、ワルシャワ |
| ギリシャ                           | アテネ、テッサロニキ、スキアトス島、プレベザ、ロードス島、イラクリオン、ケルキラ島、ミコノス島、サントリーニ島、カラマタ、ザキントス島、コス島                   |
| デンマーク                         | コペンハーゲン、ビランド |
| チェコ                             | プラハ |
| ドイツ                             | ハンブルク、ハノーファー、デュッセルドルフ、ブレーメン、ドレスデン、ジルト、ウーゼドム、ベルリン、フランクフルト、ミュンヘン、シュトゥットガルト                 |
| トルコ                             | アンタルヤ |
| キプロス                           | ラルナカ |
| コソボ                             | プリシュティナ |
| ノルウェー                         | オスロ |
| オランダ                           | アムステルダム |
| ルクセンブルク                     | ルクセンブルグ |
| 北米                               | |
| アメリカ合衆国                     | ボストン、シカゴ、ロサンゼルス、サンフランシスコ、マイアミ、ニューヨーク/JFK、ニューアーク、ワシントン/ダレス                                                    |
| カナダ                             | トロント、モントリオール |
| 中米・カリブ                       | |
| ジャマイカ                         | モンテゴベイ |
| ドミニカ共和国                     | プエルト・プラタ |
| コスタリカ                         | サンホセ、リベリア |
| 南米                               | |
| ブラジル                           | サンパウロ |
| アルゼンチン                       | ブエノスアイレス |
| コロンビア                         | ボゴタ、カルタヘナ |

## 日本との関係

### 日本への運航便
| 便名      | 路線         | 路線      | 機材                | コードシェア  |
| --------- | ------------ | --------- | ------------------- | ------------- |
| LX160/161 | チューリッヒ | 東京/成田 | ボーイング777-300ER | NH/全日本空輸 |

### 日本との歴史
- 2002年3月31日、破綻したスイス航空の路線を引継ぎ、チューリッヒ-東京/成田線に就航。使用機材はマクドネル・ダグラスMD-11。
- 2003年4月1日、日本航空との共同運航（コードシェア）提携を開始した[11][12]。
- ルフトハンザグループに加入する事を受け、2006年4月1日より、スターアライアンス加盟会社の全日本空輸と提携を開始した[13]。それに伴い、日本航空との提携を終了した。
- 2012年7月10日、ルフトハンザドイツ航空と全日本空輸の共同事業にオーストリア航空と共に参加するため、国土交通省にATI（独占禁止法適用除外）申請を行った[14]。
- 2020年2月から、チューリッヒ-東京/成田線の機材をエアバスA340-300からボーイング777-300ERに大型化した。
- 2020年3月1日、チューリッヒ-大阪/関西線に就航[15][16]。
- 2020年6月より、チューリッヒ-東京/成田線の運航を再開[17]。
- チューリッヒ-大阪/関西線において、2020年12月より貨物便の運航を再開した。2021年3月5日より旅客便の運航も再開する計画だったが、計画を変更し、再開無期限延期した[18][19]。現在でも大阪線は運休が続いている。ロシアの上空封鎖により迂回する航路で運航するため、運航コストがかさむ上、長時間のフライトにより航空機は長期間本拠地を離れることになるという点に加え、さらに、大阪は東京経由でのアクセスが容易なため、他の就航国を増やす戦略に転換したと考えられる。実際、2024年にはソウル/仁川に就航している。